# Kostel svatého Lukáše (Paříž)
Kostel svatého Lukáše (fr. église Saint-Luc) je katolický farní kostel v 19. obvodu v Paříži v ulici Rue de l'Ourcq postavený v letech 1997-1999. Je zasvěcen evangelistovi Lukášovi.

## Historie
Kostel vznikl v rámci renovace čtvrti La Villette. Kostel vysvětil 6. října 1999 pařížský arcibiskup Jean-Marie Lustiger.

## Architektura
Kostel navrhli architekti Pierre-Henri Montel a Christian Basset. Průčelí kostela tvoří skleněná a hliníková stěna. Kostel má tři zvony Anne, Françoise a Raphaëlle.